# كيكي بيرغوس
كيكي بيرغوس (بالإسبانية: Kike Burgos) هو لاعب كرة قدم إسباني في مركز حراسة المرمى، ولد في 20 يناير 1971 في باراكالدو في إسبانيا. شارك مع منتخب إسبانيا تحت 20 سنة لكرة القدم ومنتخب إسبانيا تحت 21 سنة لكرة القدم ومنتخب إسبانيا تحت 23 سنة لكرة القدم. أما مع النوادي، فقد لعب مع أتلتيك بيلباو ب وأتلتيك بيلباو وبوليديبورتيفو إيخيذو وديبورتيفو ألافيس وريال مايوركا ونادي فياريال.